# Różaniec

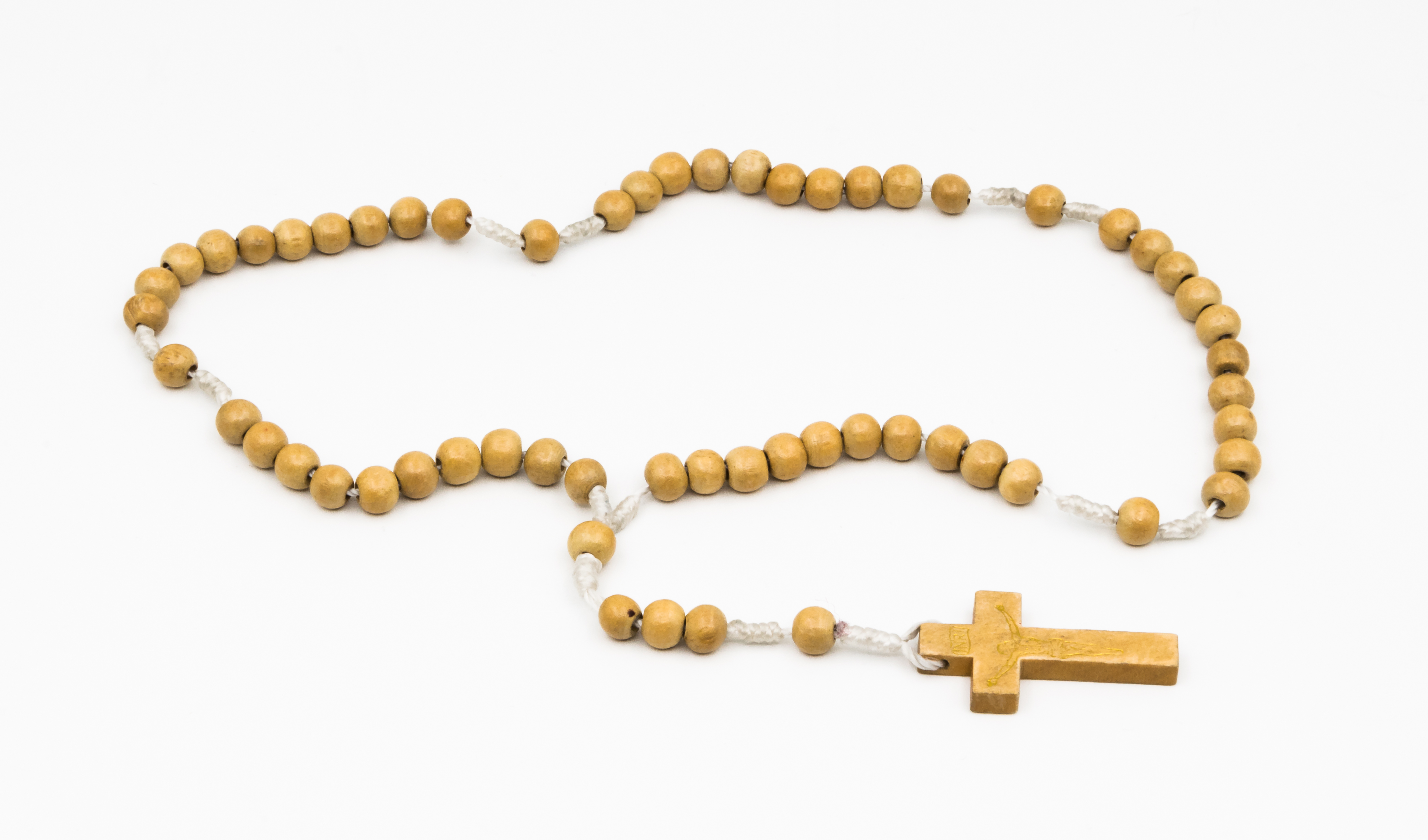
Klasyczny różaniec

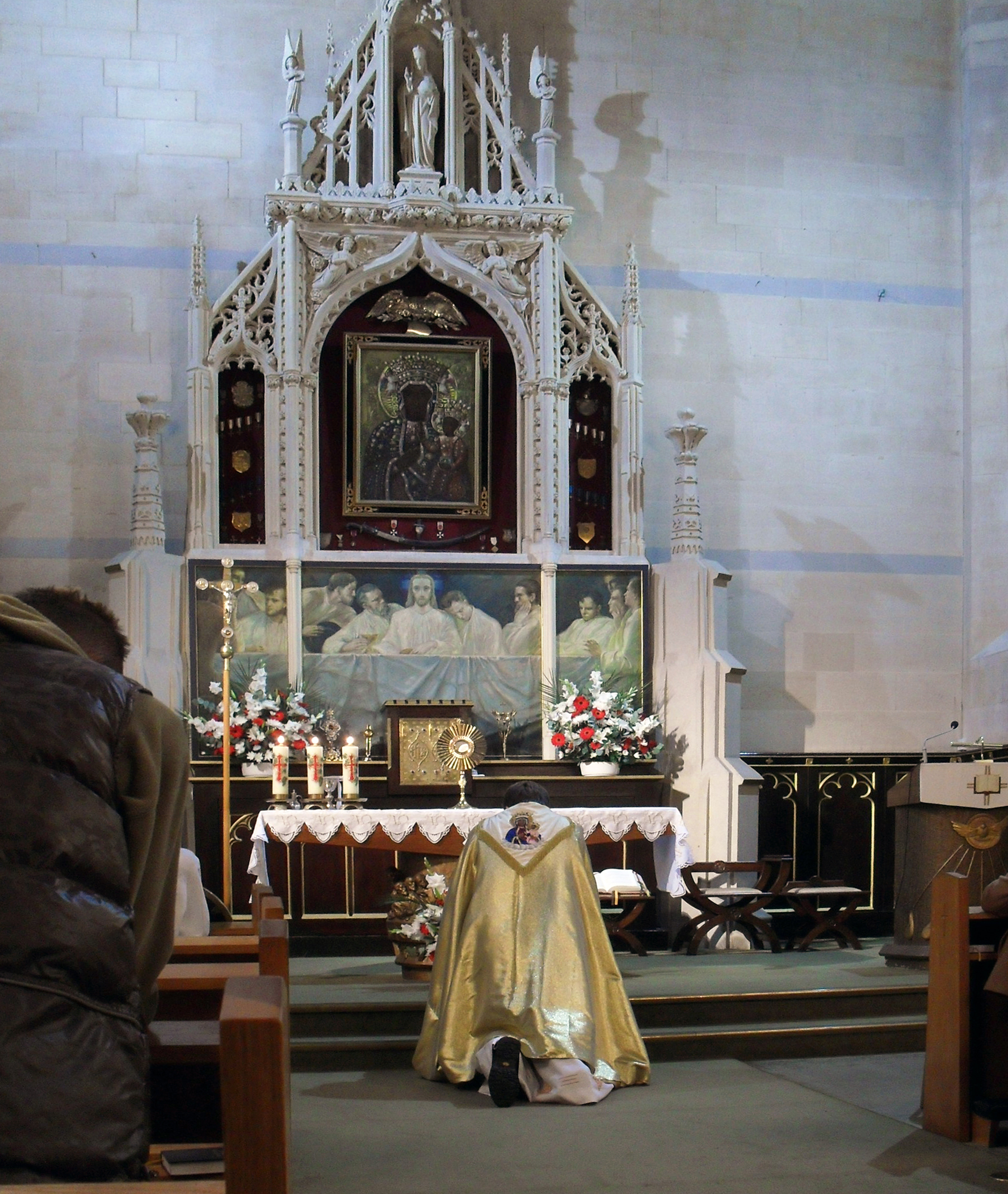
Październikowe nabożeństwo różańcowe przed wystawionym Najśw. Sakramentem. Parafia MB. Częstochowskiej, Devonia Rd w dzielnicy Islington w Londynie

Różaniec (z łac. rosarium, ogród różany) – nazwa modlitwy Kościoła katolickiego, pierwotnie znanej pod nazwą Psałterza Najświętszej Maryi Panny i kultywowanej od czasów średniowiecznych w tradycji katolickiej, oraz obdarzonej przez Kościół szczególnym znaczeniem duchowym i błogosławieństwem. O tej modlitwie (podobnie jak o innych modlitwach z ustalonym tekstem – poza Ojcze nasz i Psalmami) nie ma wprost wzmianki w Piśmie Świętym, choć znaczna część tej modlitwy jest oparta na Ewangelii (Łk 1,28; 1,42). Symbolika różańca oparta jest na objawieniach maryjnych potwierdzonych przez Kościół katolicki.
Różaniec oznacza także połączone ze sobą za pomocą drucików i łańcuszków paciorki z drewna, z tworzywa sztucznego lub cennego kruszcu, nieraz nawleczone na sznurek, którego końce są ze sobą złączone. Nazywane też koronką, używane są do liczenia odmawianych modlitw. Obecna forma paciorków różańcowych ewoluowała wraz z modlitwą różańcową. Wyrabia się także metalowe obrączki różańcowe, często ze srebra, z 10 guzkami lub beleczkami i znakiem krzyżyka. Została też zaprojektowana i opatentowana przez Polaka koronka Różańca na karcie plastikowej, czyli Karta Różańcowa.
Termin różaniec oznacza także nabożeństwo różańcowe – czyli wspólne odmawianie modlitwy różańcowej w świątyni, najczęściej przed wystawioną monstrancją z Najświętszym Sakramentem – obdarzone przez Kościół odpustem. Pierwsze Bractwo Różańcowe założył Jakob Sprenger.
Różaniec (wieniec róż) – nazwa wywodzi się ze średniowiecza. Kwiaty pełniły wówczas istotną rolę, symbolizowały różne cechy. Często ofiarowywano kwiaty Bogu i ukochanym osobom. Modlitwy traktowane były jako duchowe kwiaty. I dlatego odmawianie różańca porównywano z dawaniem Matce Bożej róż. Stąd modlitwę tę nazwano wieńcem z róż, czyli różańcem.
W Kościele greckokatolickim stosuje się nazwę „werwycja” (z ukr. вервиця, nitka, sznurek). W wariancie greckokatolickim modlitwę „Zdrowaś Maryjo” zastępuje się „Bogurodzico Dziewico”.

## Historia

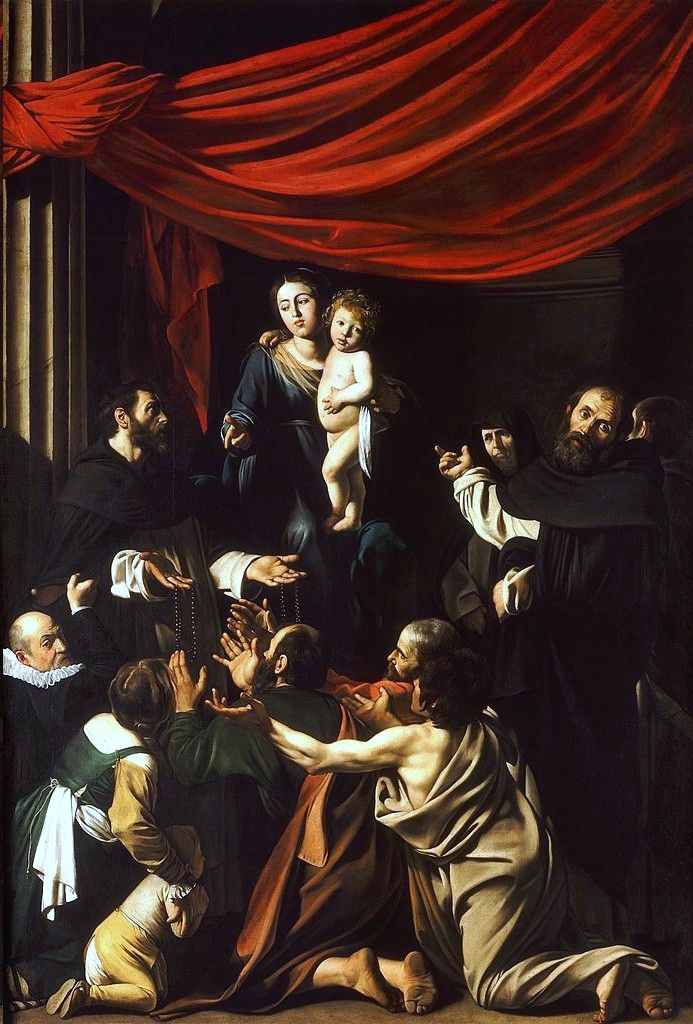
Madonna Różańcowa Caravaggia, na obrazie przedstawiona jest Matka Boża ofiarująca różaniec św. Dominikowi

### Geneza różańca
Najstarsze źródła wspominają o różnych formach modlitwy różańcowej, odmawianej już przez św. Pawła z Teb oraz św. Benedykta w IV I V wieku.
Pomysł, by różaniec dedykować Najświętszej Marii Pannie, mógł wynikać z kilku czynników. Od V wieku można zauważyć rozwój kultu maryjnego, który usystematyzował postanowieniem dogmatycznym sobór efeski. Ustalono na nim, że Maryja urodziła nie tylko człowieka, ale i Boga, więc jej tytuł to Theotokos (Matka Boga). Sznur modlitewny powstał z myślą o chrześcijanach nieumiejących czytać i odmawiać psalmów, by mogli w ten sposób włączyć się w Liturgię Godzin Kościoła, i ewoluował przez wieki, zanim uzyskał znaną nam dzisiaj formę.

### Psałterz pierwowzorem różańca
Pierwotnie ideałem mnichów benedyktyńskich było wspólne odmawianie 150 psalmów w ciągu jednego tygodnia. Obowiązek odmawiania psalmów zastępowano w przypadku mnichów nieumiejących czytać odmawianiem określonej, symbolicznej liczby Ojcze nasz. Benedyktyni z Cluny odmawiali za swoich zmarłych braci 50 Ojcze nasz, a templariusze, zgodnie ze swoją regułą, byli zobowiązani do odmawiania po śmierci swoich braci codziennie przez tydzień 100 Ojcze nasz za spokój ich dusz. W XII wieku w zakonie cysterskim, zgodnie z konstytucjami cysterskimi, bracia nie odmawiający brewiarza zobowiązani byli do codziennego odmawiania 50 Ojcze nasz. Jako pomoc przy odmawianiu quinquageny (kwinkwageny), czyli tych 50 pacierzy, służył sznur z paciorkami, który zaczęto nazywać Rosarium, Wieńcem z róż. Ówczesny różaniec cysterski był ciągiem niepodzielonych paciorków nawleczonych na sznurek, którego końce były ze sobą połączone bądź nie; służył on jedynie do odmawiania Ojcze nasz, ale bez rozważania określonych tajemnic.
Modlitwa Zdrowaś Maryjo, częściowo skomponowana z cytatów pochodzących z Ewangelii Łukasza (Łk 1,28), (Łk 1,42), była odmawiana w średniowieczu również w postaci mniszej kwinkwageny jako szczególne nabożeństwo do Najśw. Maryi Panny. Odmawiano 50, 100 lub 150 razy Zdrowaś na podobieństwo 150 psalmów. Tę pobożną praktykę stosował np. św. Ludwik IX, król Francji w XIII wieku.
Na powstanie modlitwy różańcowej miał również wpływ ruch wiernych świeckich wspólnego życia, zwanych beginkami i begardami. Od 1227 udokumentowany jest zwyczaj wśród beginek z Gandawy odmawiania za dusze zmarłych 3 girland, czyli wianków, zwanych Psałterzem Błogosławionej Maryi Dziewicy (Mariae Virginis Beatae Psalterium). Girlandy begardów i beginek składały się z 49 paciorków do odliczania Zdrowaś (3 wianki po 49 paciorków, tj. 147 Zdrowaś) i przypominały różaniec 7 Boleści Matki Bożej, z tą różnicą, że paciorki stanowiły jeden ciąg i nie były podzielone na tajemnice.

### Historia tajemnic różańcowych
Prekursorem tajemnic różańcowych jest teolog i mnich Kartuzów w Kolonii Henryk Egher de Kalcar (zm. 1408); podzielił on różaniec na „dziesiątki”, na zakończenie „Ave Maria” dodał imię „Jezus”, oraz uzupełnił tzw. dopowiedzeniami, klauzulami (clausulae) z życia Jezusa i Maryi.
Bł. Dominik z Prus, mnich kartuski z klasztoru w Trewirze w 1409 roku wyróżnił w życiu Jezusa i Maryi 50 momentów (tajemnic), i sformułował kilka serii po 50 klauzuli odpowiadających trzem etapom życia Jezusa: narodzenia i dzieciństwa, działalności publicznej oraz męki i śmierci. W latach 1435–1445 rozesłał różaniec do klasztorów w Belgii, gdzie praktykowano „Psałterz Maryi”. Różaniec Dominika z Prus rozpowszechniał się w szybkim tempie. Adolf z Essen, przeor klasztoru Kartuzów w Trewirze, w którym przebywał Dominik z Prus, kopiował tajemnice różańca i rozsyłał je do różnych klasztorów w Europie.
Dopiero Alain de la Roche ustanowił nowy porządek: przed dziesiątkami „Ave Maria” umieścił klauzule i „Pater noster”; podzielonych w trzech grupach: „Wcielenie”, „Męka”, „Uwielbienie”. Zapoczątkował wspólnotowe odmawianie różańca, co spowodowało jego szybsze przyjmowanie.
Przy każdej z 50 tajemnic różańca odmawiano Zdrowaś, a na zakończenie każdego dziesiątka Zdrowaś odmawiano Ojcze nasz, Wierzę i Zdrowaś. Pierwotny różaniec składał się z 50 tajemnic, 50 Zdrowaś, 5 Ojcze nasz, 5 Wierzę i dodatko 5 Zdrowaś. Dominikanie z Kolonii skrócili 50 tajemnic Złotego Różańca do 15 i połączyli je z odmawianiem 150 Zdrowaś na podobieństwo 150 psalmów. Jakob Sprenger (inkwizytor), dominikanin, współautor dzieła Młot na czarownice i założyciel 1. Bractwa Różańcowego w Kolonii, dodał na zakończenie każdego dziesiątka Zdrowaś, odmawianych przy każdej z 15 tajemnic, Ojcze nasz i Wierzę. W ten sposób powstał różaniec zwany maryjnym albo dominikańskim. Taki właśnie wzór modlitwy różańcowej można znaleźć w Hortulus animae, popularnym modlitewniku wydrukowanym w 1498 w Strasburgu przez Williama Schaffenera. Ponieważ różaniec dominikanów zyskiwał coraz większą popularność, zapomniano o złotym różańcu Dominika z Prus i modlitwę różańcową zaczęto mylnie kojarzyć ze św. Dominikiem Guzmánem. Tak powstała dominikańska legenda o św. Dominiku, założycielu zakonu dominikańskiego, jako prekursorze modlitwy różańcowej.
Pierwsza wzmianka o Psałterzu Najśw. Maryi Panny odnosi się do zwycięstwa nad albigensami w południowej Francji w 1213. Tradycja chrześcijańska uczyniła ojcem, św. Dominika Guzmána, któremu tradycja przypisuje utworzenie pierwszych „Bractw różańcowych”. Wydarzenie to łączone jest z podaniem o przekazaniu w 1213 roku przez Matkę Bożą różańca św. Dominikowi Guzmánowi. Legenda ta jednak nie ma potwierdzenia w dokumentacji historycznej. Dominik głosił kazanie, które przeplatał z odmawianiem różańca, przez co jeszcze bardziej się rozpowszechnił wśród ludności. Do Polski modlitwę różańcową w ówczesnej postaci sprowadził i propagował św. Jacek Odrowąż, dominikanin.
Prawdopodobnie 3 Zdrowaś, odmawiane na wstępie różańca, zaczerpnięto z różańca św. Brygidy, ustalając w XV/XVI wieku oficjalny kształt różańca maryjnego. W różańcu św. Brygidy 3 Zdrowaś odmawia się po ostatniej 6. dekadzie, na zakończenie modlitwy różańcowej. W średniowieczu różaniec dominikanów i różaniec św. Brygidy, zwany różańcem brygidek, były równie popularne wśród wiernych. Cząstka Różańca dominikanów składała się jednak z 5, a nie 6 dekad, co przypuszczalnie spowodowało, że to właśnie on stał się tym bardziej znanym wśród wiernych i wreszcie został oficjalnym różańcem w całym Kościele katolickim.

### Nowe zmiany w modlitwie różańcowej
Sykstus IV w bulli Ea quae, z 9 maja 1479, zaleca codzienne odmawianie różańca. W 1521 roku Albert da Castello zastąpił nazwę Psałterz Najświętszej Maryi Panny na Różaniec Maryjny; wprowadził na początku Credo, trzy razy Zdrowaś Mario; oraz podzielił różaniec na „dziesiątki” podzielone na tajemnice: Radosne, Bolesne, Chwalebne. Zmienił ostatnie tajemnice chwalebne: Zaśnięcie Najświętszej Maryi Panny na Wniebowzięcie Najświętszej Maryi Panny i Powtórne przyjście Chrystusa w chwale na Ukoronowanie Najświętszej Maryi Panny na Królową Nieba i Ziemi. Zwrócił uwagę, że tajemnice należy medytować. Po soborze trydenckim Pius V zatwierdził różaniec maryjny bullą Consueverunt Romani Pontifices z 17 września 1569. W bulli tej pojawiło się też wezwanie kończące modlitwę Zdrowaś Mario: po słowie ...Jezus: Pius V wprowadził słowa przypisywane św. Bernardowi ze Sieny Święta Maryjo, Matko Boża, módl się za nami grzesznymi teraz i w godzinę śmierci naszej. Amen. Na zakończenie dziesiątki wprowadził Chwała Ojcu....
W 1826 roku Paulina M. Jaricot założyła w Lyonie „Stowarzyszenie Żywego Różańca” (w skład „Róży różańcowej” wchodziło 15 osób, przyporządkowanych do 15 dziesiątek, które odmawiały jedną dziesiątkę dziennie). W 1832 roku papież Grzegorz XVI zatwierdził stowarzyszenie żywego różańca.

### Wprowadzenie Tajemnic Światła
Różaniec, zatwierdzony oficjalnie przez św. Piusa V w XVI wieku, nie zmienił się aż do początku XXI wieku, kiedy to św. Jan Paweł II zaproponował rozszerzenie, wprowadzając tajemnice światła w opublikowanym 16 października 2002 Liście apostolskim Rosarium Virginis Mariae. Mimo że odmawianie tajemnic światła Jan Paweł II przedstawił jako propozycję, a nie obowiązek, to jednak inicjatywa papieża została bardzo chętnie przyjęta w całym Kościele katolickim i jest powszechnie praktykowana.

## Symbolika różańca
Słowo różaniec pochodzi od łacińskiego rosa, róża. Określenie ogród różany pochodzi od łacińskiego rosarium. W odniesieniu do Błogosławionej Maryi Dziewicy, Rosarium Beatae Mariae Virginis znaczy dosłownie Ogród różany Błogosławionej Maryi Dziewicy. Termin różaniec, czyli różany wieniec, wieniec z róż, pochodzi ze średniowiecza, a jego odmawianie porównywano z ofiarowaniem Matce Bożej wieńców z róż symbolizujących Zdrowaś, przeplatanych białymi liliami symbolizującymi Ojcze nasz. Białe róże to Zdrowaś odmawiane w tajemnicach radosnych, czerwone róże w tajemnicach bolesnych i żółte róże w tajemnicach chwalebnych. Inna symbolika różańcowa z XV wieku, pochodząca od dominikanina Jakuba Sprengera, określa wszystkie Zdrowaś jako białe róże, a Ojcze nasz jako czerwone róże Krwi Chrystusowej. Maryja w Różańcu określana jest symbolicznie jako Rosa mistica, Róża mistyczna, Róża duchowna.

## Znaczenie duchowe
Różaniec jest modlitwą maryjną,  duchowo jednoczącą chrześcijanina z osobą Matki Jezusa. Kościół katolicki rozumie tę maryjność Różańca w takim sensie, że wierni modląc się na Różańcu jednoczą się w duchu świętych obcowania (communio sanctorum, por. Credo: Wierzę... w świętych obcowanie) z Matką Bożą. Razem z Nią, trwając w obecności Bożej, kontemplują Jezusa Chrystusa. Jan Paweł II zauważył, że Maryja za życia ziemskiego, kontemplując i rozważając wydarzenia z życia Jezusa, sama niejako „odmawiała Różaniec”, dlatego teraz może być nauczycielką w szkole tej modlitwy:

Maryja żyje z oczyma zwróconymi na Chrystusa i skarbi sobie każde Jego słowo: « Zachowywała wszystkie te sprawy i rozważała je w swoim sercu » (Łk 2,19; por. 2,51). Wspomnienia o Jezusie, wyryte w Jej duszy, towarzyszyły Jej w każdej okoliczności, sprawiając, że powracała myślą do różnych chwil swego życia obok Syna. To te wspomnienia stanowiły niejako Różaniec, który Ona sama nieustannie odmawiała w dniach swego ziemskiego życia. (List apostolski Rosarium Virginis Mariae, 11).

Różaniec jest więc kontemplacją Jezusa wraz z Maryją – przewodniczką wiary – tajemnic zbawienia dokonujących się w Jezusie Chrystusie. Jak podkreślił papież, kontemplacja różańcowa ma charakter biblijnej, liturgicznej pamiątki (hebr. zakar), poprzez którą zbawcze „wydarzenia nie należą tylko do «wczoraj»; są także «dniem dzisiejszym» zbawienia” (Rosarium Virginis Mariae 13).

## Modlitwy:Zdrowaś,Ojcze nasz
Modlitwy używane w Różańcu (oprócz dodanej w średniowieczu części 'Święta Maryjo Matko Boża...') są modlitwami biblijnymi, ponieważ są zdaniami wyjętymi z Ewangelii: Zdrowaś – Łk 1,28; 1,42; Ojcze nasz – Mt 6,9-13; Łk 11,2-4. Dlatego Zdrowaś jest uważana przez katolików jako najważniejsza modlitwa po Ojcze nasz. Zdrowaś jest nawet chronologicznie wcześniejsza od Ojcze nasz, bo powstała jeszcze przed narodzeniem Jezusa, który później nauczył Apostołów modlitwy Ojcze nasz. Słowa pozdrowienia Anioła Pańskiego, którymi rozpoczyna się modlitwa Zdrowaś, tak podziałały na Maryję, że zgodziła się przyjąć ulegle wolę Boga Ojca. W Biblii natomiast nie jest ona nazwana modlitwą, jest tylko powtórzeniem ewangelicznego pozdrowienia Gabriela i Elżbiety. W XIII wieku zaczęto dodawać do dwóch fraz biblijnych imię Jezus – w ten sposób imię Jezusa stało się centrum modlitwy. To Jej przyzwolenie odmieniło losy całego stworzenia, kiedy Przedwieczne Słowo Ciałem się stało za sprawą Ducha Świętego i w dzieje świata materialnego wszedł wcielony Syn Boży. Jan Paweł II w ślad za Pawłem VI przypomniał, że modlitwa w trakcie Różańca, oprócz wypowiadanych formuł, powinna zawierać element refleksji i kontemplacji:

Różaniec, właśnie wychodząc z doświadczenia Maryi, jest modlitwą wyraźnie kontemplacyjną. Pozbawiony tego wymiaru, okazałby się wyzuty ze swej natury, jak podkreślał Paweł VI: «Jeśli brak kontemplacji, różaniec upodabnia się do ciała bez duszy i zachodzi niebezpieczeństwo, że odmawianie stanie się bezmyślnym powtarzaniem formuł, oraz że będzie w sprzeczności z upomnieniem Chrystusa, który powiedział: Na modlitwie nie bądźcie gadatliwi jak poganie. Oni myślą, że przez wzgląd na swe wielomówstwo będą wysłuchani (Mt 6,7). Różaniec bowiem z natury swej wymaga odmawiania w rytmie spokojnej modlitwy i powolnej refleksji, by przez to modlący się łatwiej oddał się kontemplacji tajemnic życia Chrystusa, rozważanych jakby sercem Tej, która ze wszystkich była najbliższa Panu, i by otwarte zostały niezgłębione tych tajemnic bogactwa» (List apostolski Rosarium Virginis Mariae, 12).

## Struktura różańca i sposób odmawiania

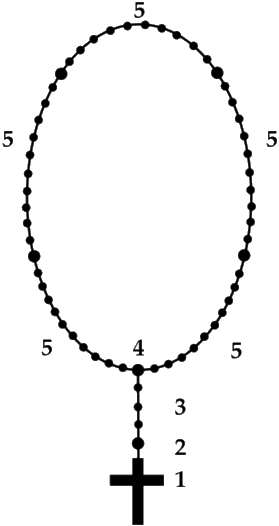
Struktura różańca

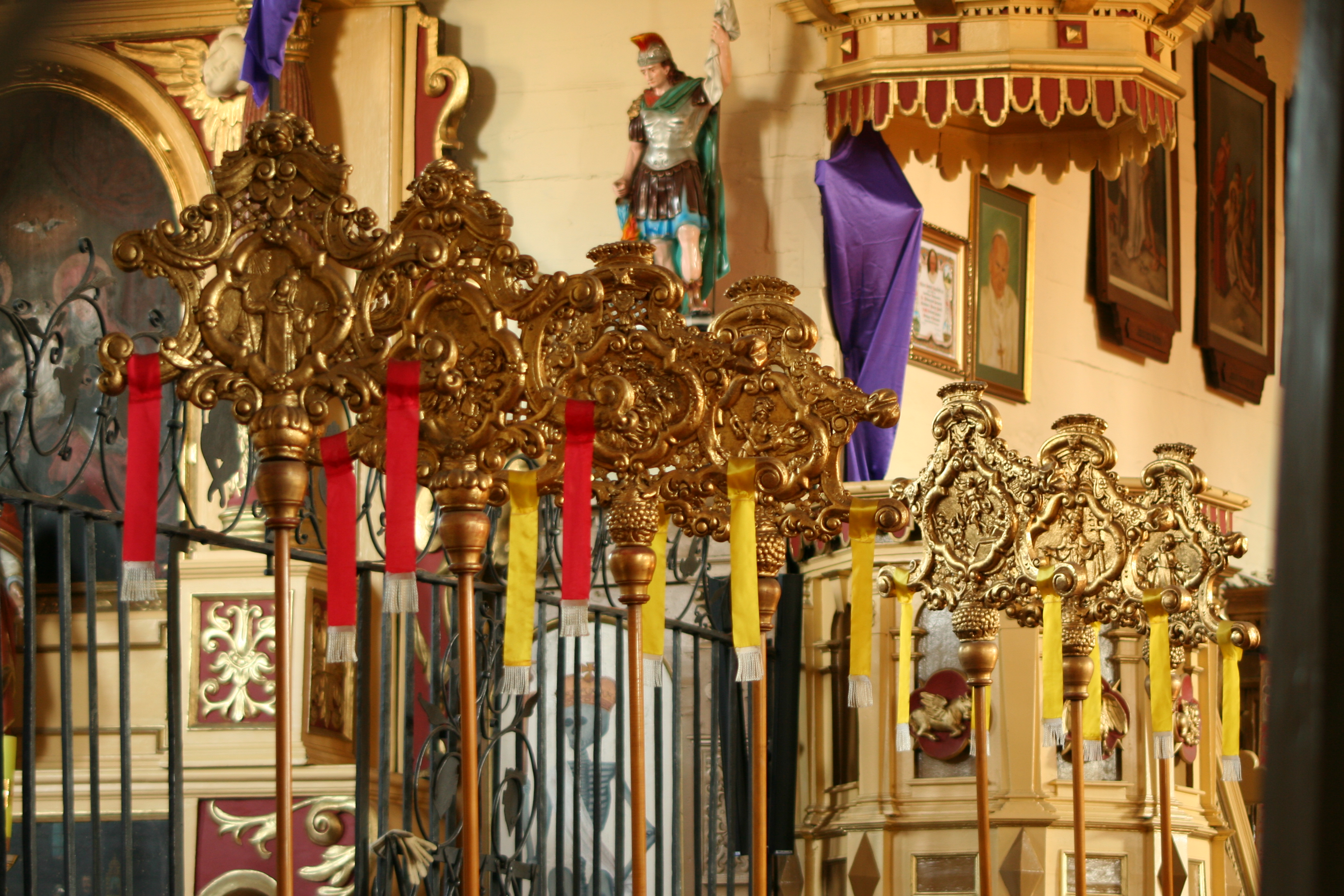
Feretrony w kościele NMP Królowej Różańca świętego w Boronowie przedstawiające na awersach tajemnice różańca świętego, a na rewersach świętych dominikańskich

Celem modlitwy różańcowej jest rozważanie wydarzeń (tajemnic) z życia, działalności, męki i chwały Jezusa i Maryi, połączone z powtarzaniem określonych modlitw.
Poszczególne elementy różańca wiążą się z następującymi modlitwami:
- ① krzyżyk lub medalik – Różaniec rozpoczyna się od przeżegnania się znakiem krzyża oraz odmówienia modlitw wstępnych, zgodnie z Consueverunt Romani Pontifices Piusa V z 1569 i Rosarium Virginis Mariae Jana Pawła II z 2002:
  - A: Boże, wejrzyj ku wspomożeniu memu. Panie, pośpiesz ku ratunkowi memu. Chwała Ojcu, bezpośrednio potem następuje zapowiedź pierwszej rozważanej tajemnicy, Ojcze nasz, 10 razy Zdrowaś Maryjo, Chwała Ojcu, a następnie kolejne tajemnice i dziesiątki różańcowe, albo:
  - B: Skład Apostolski
- ② 1 duży paciorek – Ojcze nasz
- ③ 3 małe paciorki – 3 razy Zdrowaś Maryjo w intencji uproszenia cnót wiary, nadziei i miłości, Chwała Ojcu
- ④ rozpoczęcie danej dziesiątki różańca
- ⑤ zapowiedź tajemnicy różańca, 1 duży (Ojcze nasz) i 10 małych paciorków (Zdrowaś Mario), Chwała Ojcu. Po każdym Chwała Ojcu następuje jedna z trzech modlitw:
  - A: Modlitwa fatimska: O mój Jezu, przebacz nam nasze grzechy, zachowaj nas od ognia piekielnego, zaprowadź wszystkie dusze do nieba i dopomóż szczególnie tym, którzy najbardziej potrzebują Twojego Miłosierdzia.
  - B: O Maryjo bez grzechu pierworodnego poczęta, módl się za nami, którzy się do Ciebie uciekamy. I za wszystkimi, którzy się do Ciebie nie uciekają, a zwłaszcza za nieprzyjaciółmi Kościoła świętego i poleconymi Tobie. (Modlitwa św. Maksymiliana Kolbe)
  - C: Wieczny odpoczynek racz im dać Panie, a światłość wiekuista niechaj im świeci. Niech odpoczywają w pokoju. Amen. (Requiem aeternam) – szczególnie, gdy różaniec jest odmawiany za zmarłych.

Na zakończenie jednej części lub całego Różańca, zgodnie z Listem apostolskim Rosarium Virginis Mariae Jana Pawła II, odmawia się jedną z modlitw:
- A: antyfona Witaj Królowo (Salve Regina), albo:
- B: Litania Loretańska do Najświętszej Maryi Panny

Na sam koniec odmawia się w intencjach Ojca Św.: 1 Ojcze nasz i 1 Zdrowaś, celem zyskania odpustów nadanych przez Kościół katolicki.

### Tradycyjny cykl różańcowy

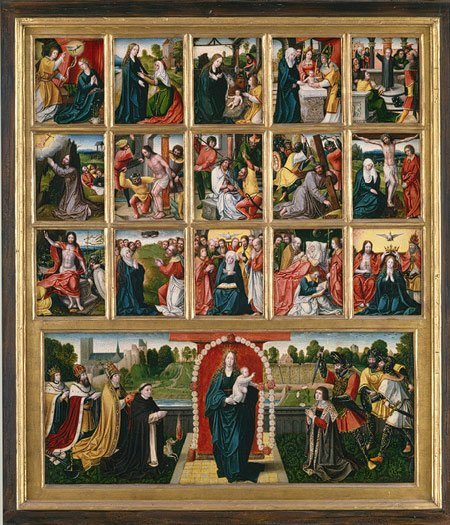
15 tajemnic różańca i Matka Boska Różańcowa

Tradycyjny cykl różańcowy w formie zatwierdzonej przez św. Piusa V odpowiada porządkowi następstwa chronologicznego wydarzeń biblijnych. Papież Paweł VI, autor encykliki o kulcie maryjnym Christi Matri Rosari (1966), podkreślał, że układ złożony z 3 cykli (Narodzenie – Męka – Zmartwychwstanie): „oddaje schemat głoszenia wiary przez Zbawiciela i przedstawia raz jeszcze tajemnicę Chrystusa w ten sam sposób, w jaki czyni to św. Paweł w swym hymnie Listu do Filipian (Flp 2,5–11) – kenosis, śmierć i wyniesienie”. Układ 3 razy po 5 dziesiątek Zdrowaś w tradycji różańcowej odpowiada także 150 Psalmom. Z układem 15 tajemnic powiązane jest orędzie różańcowe oficjalnie uznanych przez Kościół katolicki objawień fatimskich: według relacji wizjonerki s. Łucji, polecając ustanowić różańcowe nabożeństwo pierwszych sobót, Maryja mówiła o „piętnastu tajemnicach różańca” i „towarzyszeniu Jej przez 15 minut”, ale również o odmawianiu „um terço” (jedna trzecia różańca, 5 tajemnic). W tradycyjnym układzie na pierwsze soboty miesiąca przypada zwieńczenie tajemnic maryjnych różańca – Wniebowzięcie i Ukoronowanie NMP.
Tajemnice radosne
1. Zwiastowanie Najświętszej Maryi Pannie
2. Nawiedzenie św. Elżbiety przez Najświętszą Maryję Pannę
3. Narodzenie Pana Jezusa
4. Ofiarowanie Pana Jezusa w Świątyni
5. Znalezienie Pana Jezusa w Świątyni

Tajemnice światła
Tajemnice te zostały zaprezentowane przez Jana Pawła II 16 października 2002.
1. Chrzest Pana Jezusa w Jordanie
2. Cud w Kanie Galilejskiej (lub też: Objawienie się Pana Jezusa na weselu w Kanie)
3. Głoszenie Królestwa Bożego i wzywanie do nawrócenia
4. Przemienienie na górze Tabor (lub też Przemienienie się Pana Jezusa na Górze Tabor)
5. Ustanowienie Eucharystii będącej sakramentalnym wyrazem misterium paschalnego

Tajemnice bolesne
1. Modlitwa Pana Jezusa w Ogrójcu
2. Biczowanie Pana Jezusa
3. Cierniem ukoronowanie  Pana Jezusa
4. Droga Krzyżowa Pana Jezusa
5. Ukrzyżowanie Pana Jezusa (lub też: Ukrzyżowanie i Śmierć Pana Jezusa)

Tajemnice chwalebne
1. Zmartwychwstanie Pana Jezusa
2. Wniebowstąpienie Pana Jezusa
3. Zesłanie Ducha Świętego
4. Wniebowzięcie Najświętszej Maryi Panny
5. Ukoronowanie Najświętszej Maryi Panny na Królową Nieba i Ziemi

Papież Jan Paweł II w Liście apostolskim Rosarium Virginis Mariae zaznaczył, żeby „rozważać również pewne momenty życia publicznego o szczególnej wadze (tajemnice światła)”. Rozważanie „tajemnic światła” przeznaczono na czwartki („V tajemnica – Ustanowienie Eucharystii”, jest rozważaniem ustanowienia Eucharystii przez Jezusa w Czwartek, w wieczerniku).

List apostolski Rosarium Virginis Mariae rozdział II, punkt 19

Aby różaniec w pełniejszy sposób można było nazwać „streszczeniem Ewangelii”, jest zatem stosowne, żeby po przypomnieniu Wcielenia i ukrytego życia Jezusa (tajemnice radosne), a przed zatrzymaniem się nad cierpieniami męki (tajemnice bolesne) i nad triumfem zmartwychwstania (tajemnice chwalebne) rozważać również pewne momenty życia publicznego o szczególnej wadze (tajemnice światła). To uzupełnienie o nowe tajemnice, w niczym nie szkodząc żadnemu z istotnych aspektów tradycyjnego układu tej modlitwy, ma sprawić, że będzie ona przeżywana w duchowości chrześcijańskiej z nowym zainteresowaniem jako rzeczywiste wprowadzenie w głębię Serca Jezusa Chrystusa, oceanu radości i światła, boleści i chwały.

- poniedziałek, sobota – tajemnice radosne
- wtorek, piątek – tajemnice bolesne
- środa, niedziela – tajemnice chwalebne
- czwartek – tajemnice światła.

### Tradycje różańcowe
- Rozpoczęcie może ulec skróceniu lub rozszerzeniu:
  - zamiast 3 odmawiane są 4 Zdrowaś (w intencji składanych ślubów zakonnych lub innej)
  - natychmiastowe przejście do rozważania tajemnic (Różaniec rzymski, Różaniec dominikanów)
- Pierwsze 9 Zdrowaś odmawiane w poszczególnych tajemnicach kończy się na słowach ... Jezus, który... i uzupełniane jest dopowiedzeniem odnoszącym się do Jezusa w rozważanej tajemnicy. W ostatniej 10 Zdrowaś po słowach ... Jezus, który... i po dopowiedzeniu następuje 2. potrydencka część Zdrowaś: Święta Maryjo, Matko Boża, módl się za nami grzesznymi teraz i w godzinę śmierci naszej. Amen. (Różaniec dominikanów francuskich, Różaniec oazowy ks. Franciszka Blachnickiego[28])
- Wprowadzane i rozważane są inne tajemnice ewangeliczne

## Różańce katolickie
Różaniec dominikanów
Różaniec dominikanów (Różaniec rzymski) – rozpoczyna się znakiem krzyża i wersetem: Boże, wejrzyj ku wspomożeniu memu. Panie, pośpiesz ku ratunkowi memu. Chwała Ojcu... Bezpośrednio potem następuje zapowiedź 1. rozważanej tajemnicy, a następnie odmawia się: 1 Ojcze nasz, 10 Zdrowaś i 1 Chwała Ojcu. Następują kolejne tajemnice i dekady różańcowe. Na zakończenie odmawia się antyfonę Witaj Królowo (Salve Regina) lub Litanię Loretańską do Najśw. Maryi Panny. Różaniec jest oficjalną częścią habitu dominikanów, noszoną z boku i umocowaną na skórzanym pasku.
Różaniec (koronka) Najświętszego Imienia Jezus
Różaniec (koronka) Najświętszego Imienia Jezus – zapoczątkowany w zakonie dominikanów. Budowa tego różańca jest taka sama jak Różańca Najświętszej Panny Maryi, z tą tylko różnicą, że w Różańcu o Imieniu Jezus nie odmawia się Zdrowaś, ale na to miejsce 10 razy: Jezusie, Synu Dawida, zmiłuj się nad nami (Ewangelie synoptyczne) lub Jezusie, Synu Boga Żywego, zmiłuj się nad nami i na końcu każdej z części (radosnej, światła, bolesnej, chwalebnej) lub całego różańca odmawia się tradycyjnie Litanię o Imieniu Jezus.
Koronka Bł. Maryi Dziewicy
Koronka Bł. Maryi Dziewicy (Koronka św. Brygidy, Różaniec (koronka) brygidek, Różaniec (koronka) karmelitów, Różaniec (koronka) minimitów) – wywodzi się od św. Brygidy Szwedzkiej. Z Różańcem tym związana jest historia o tym, jak św. Brygida podczas pobytu w Rzymie dotknęła koronką złożoną z 6 dekad chorego na jednej z ulic Rzymu, a ten natychmiast wyzdrowiał. Karmelici bosi przejęli od brygidek różaniec złożony z 6 dekad i odmawiali codziennie, aż do początku XX wieku. Św. Franciszek z Paoli wymienia ten różaniec jako Koronkę Bł. Maryi Dziewicy w Regule dla Braci Najmniejszych, zatwierdzonej przez Sykstusa IV w 1474, która zaleca jej odmawianie na cześć Matki Bożej. Różaniec św. Brygidy został obdarzony odpustami przez: Leona X, Klemensa XI, Benedykta XIV, Leona XIII. W tym różańcu na zakończenie każdej dekady odmawia się: Wierzę zamiast Chwała Ojcu. Różaniec składa się z 6 dekad o łącznej liczbie 63 Zdrowaś na pamiątkę 63 lat, jakie według św. Brygidy miała przeżyć na tym świecie Matka Boża, z 7 Ojcze nasz na cześć 7 Radości i Boleści Najśw. Maryi Panny i z 6 Wierzę w Boga:
- Rozpoczyna się znakiem krzyża
- po czym następuje od razu zapowiedź 1. tajemnicy
- 1 Ojcze nasz
- 10 Zdrowaś
- 1 Wierzę
- Następują kolejne tajemnice i dekady tego różańca
- Po 6. dekadzie, na zakończenie odmawia się 1 Ojcze nasz i 3 Zdrowaś

Pierwotnie Różaniec św. Brygidy składał się z 6 tajemnic:
1. Narodziny Najśw. Maryi Panny,
2. Ofiarowanie Najśw. Maryi Panny w Świątyni,
3. Ślub Najśw. Maryi Panny z Józefem i Zwiastowanie,
4. Narodziny Jezusa i ucieczka do Egiptu,
5. Młody Jezus nauczający w Świątyni i ukrzyżowanie,
6. Zmartwychwstanie Pana Jezusa i Jego ukazanie się Matce Bożej.

Zmodyfikowany w XV i XVI wieku Różaniec karmelitański, oparty na pierwotnym Różańcu św. Brygidy, składa się już z 18 tajemnic, podzielonych na 3 części:
- Tajemnice radosne:
  1. Niepokalane Poczęcie Najśw. Maryi Panny,
  2. Zwiastowanie Najśw. Maryi Pannie,
  3. Nawiedzenie św. Elżbiety,
  4. Narodzenie Pana Jezusa,
  5. Ofiarowanie Pana Jezusa w Świątyni,
  6. Znalezienie Pana Jezusa w Świątyni.
- Tajemnice bolesne:
  1. Agonia Pana Jezusa w Ogrójcu,
  2. Biczowanie Pana Jezusa,
  3. Cierniem ukoronowanie Pana Jezusa,
  4. Dźwiganie krzyża przez Pana Jezusa,
  5. Ukrzyżowanie Pana Jezusa,
  6. Zdjęcie ciała Pana Jezusa z krzyża.
- Tajemnice chwalebne:
  1. Zmartwychwstanie Pana Jezusa,
  2. Wniebowstąpienie Pana Jezusa,
  3. Zesłanie Ducha Św.,
  4. Wniebowzięcie Najśw. Maryi Panny,
  5. Ukoronowanie Najśw. Maryi Panny na Królową Nieba i Ziemi,
  6. Królowa, Ozdoba Karmelu, Maryja, Pośredniczka wszystkich łask.

Różaniec Pokoju
Różaniec Pokoju z Medziugorie, znany w Chorwacji od ponad 100 lat jako różaniec robotników, składa się z siedmiu grup po trzy paciorki oraz jednego pojedynczego paciorka i/lub krzyżyka lub medalika. Na krzyżyku odmawia się Wierzę w Boga, a potem na siedmiu trójkach paciorków Ojcze nasz, Zdrowaś Mario i Chwała Ojcu. Modlitwa ta stała się inspiracją do stworzenia Koronki ku czci Ducha Świętego o 7 darów Ducha Świętego, przetłumaczonej na wiele języków.

## Różańce protestanckie
Protestanci odrzucają różaniec z trzech powodów: z powodu jego treści, bezzasadności oraz formy.
- Zastrzeżenia dotyczące treści: Odwołując się do Biblii (np. do 1. Listu do Tymoteusza 2,5), protestanci argumentują, że jedynym pośrednikiem między Bogiem a człowiekiem jest Jezus Chrystus, dlatego modlitwa wznoszona do kogokolwiek innego jest zniewagą wobec Boga.
- Zastrzeżenia dotyczące zasadności: Większość teologów protestanckich jest zdania, że zmarli ludzie (w tym Maria) nie mają świadomości, którą odzyskają dopiero w dniu Sądu Ostatecznego, przeto nie mogą słyszeć modlitw. Podnoszony jest również niekiedy argument odwołujący się do biblijnego, surowego zakazu kontaktów ze zmarłymi.
- Zastrzeżenia dotyczące formy: Protestanci mają również zastrzeżenia dotyczące formy modlitwy różańcowej. Odwołując się do Biblii (np. Ewangelii według Mateusza 6,7), argumentują, że mechaniczne powtarzanie słów jest formą modlitwy, przed którą przestrzegał Jezus.

W związku z powyższymi zastrzeżeniami, protestanci nie akceptują katolickiej wersji różańca. Istnieją jednak protestanckie odmiany modlitwy różańcowej praktykowane przez nieliczne grupy i jednostki. Główne formy tych protestanckich odpowiedników modlitw różańcowych to:
- Różaniec luterański[33], różaniec Jezusowy, różaniec postny – wywodzi się prawdopodobnie od Marcina Chemnitza, niemieckiego luterańskiego teologa z XVI wieku. Ma identyczny układ z tradycyjnym katolickim różańcem, z tą jednak różnicą, że zamiast Zdrowaś odmawia się Modlitwę Jezusową: Panie Jezu Chryste, Synu Boży, zmiłuj się nade mną grzesznikiem. Dzieli się na trzy części: radosną, bolesną i chwalebną. Rozpoczyna się znakiem krzyża, odmówieniem 1 Wierzę, 1 Ojcze nasz, 3 Modlitw Jezusowych i 1 Chwała Ojcu. Zbudowany jest z 15 tajemnic, takich samych jak w katolickim Różańcu oprócz 4. i 5. tajemnicy chwalebnej, gdzie w 4. tajemnicy chwalebnej zamiast Wniebowzięcia Najświętszej Maryi Panny rozważana jest tajemnica Świętych obcowanie, a w 5. tajemnicy chwalebnej zamiast Ukoronowania Najświętszej Maryi Panny na Królową Nieba i Ziemi rozważana jest tajemnica Niebiańskie Jeruzalem. W poszczególnych dziesiątkach odmawia się 1 Ojcze nasz, 10 Modlitw Jezusowych i 1 Chwała Ojcu. Na zakończenie różańca luterańskiego należy odmówić przedtrydencką 1 Zdrowaś (kończącą się na słowach ...Jezus Chrystus. Amen.) albo kantyk Maryi Magnificat.
- Różaniec anglikański[34], różaniec episkopalny – powstał w Kościele episkopalnym w USA z inspiracji Lynna Baumana w 1980. Rozpoczyna się znakiem krzyża i wersetem: Boże, wejrzyj ku wspomożeniu memu. Panie, pośpiesz ku ratunkowi memu. Chwała Ojcu.... Następnie 1 Święty Boże, Święty Mocny, Święty Nieśmiertelny, zmiłuj się nad nami (w sumie 4) i 7 Panie Jezu Chryste, Synu Boży, zmiłuj się nade mną, grzesznikiem (w sumie 28). Ten cykl powtórzyć 4 razy. Na zakończenie 1 Ojcze nasz i werset: Błogosławmy Panu. Bogu niech będą dzięki.

## Różańce prawosławne

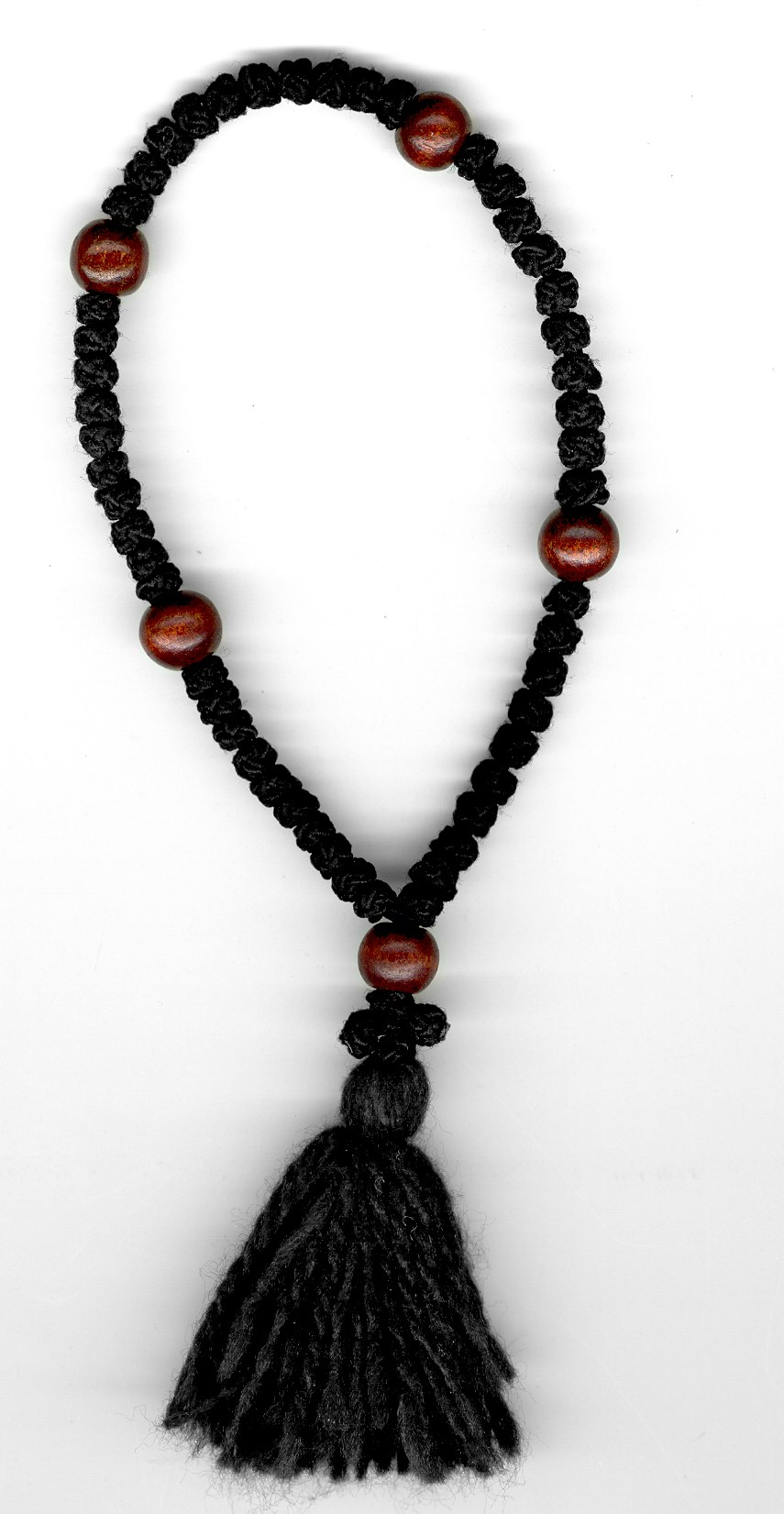
Różaniec prawosławny (cziotki)

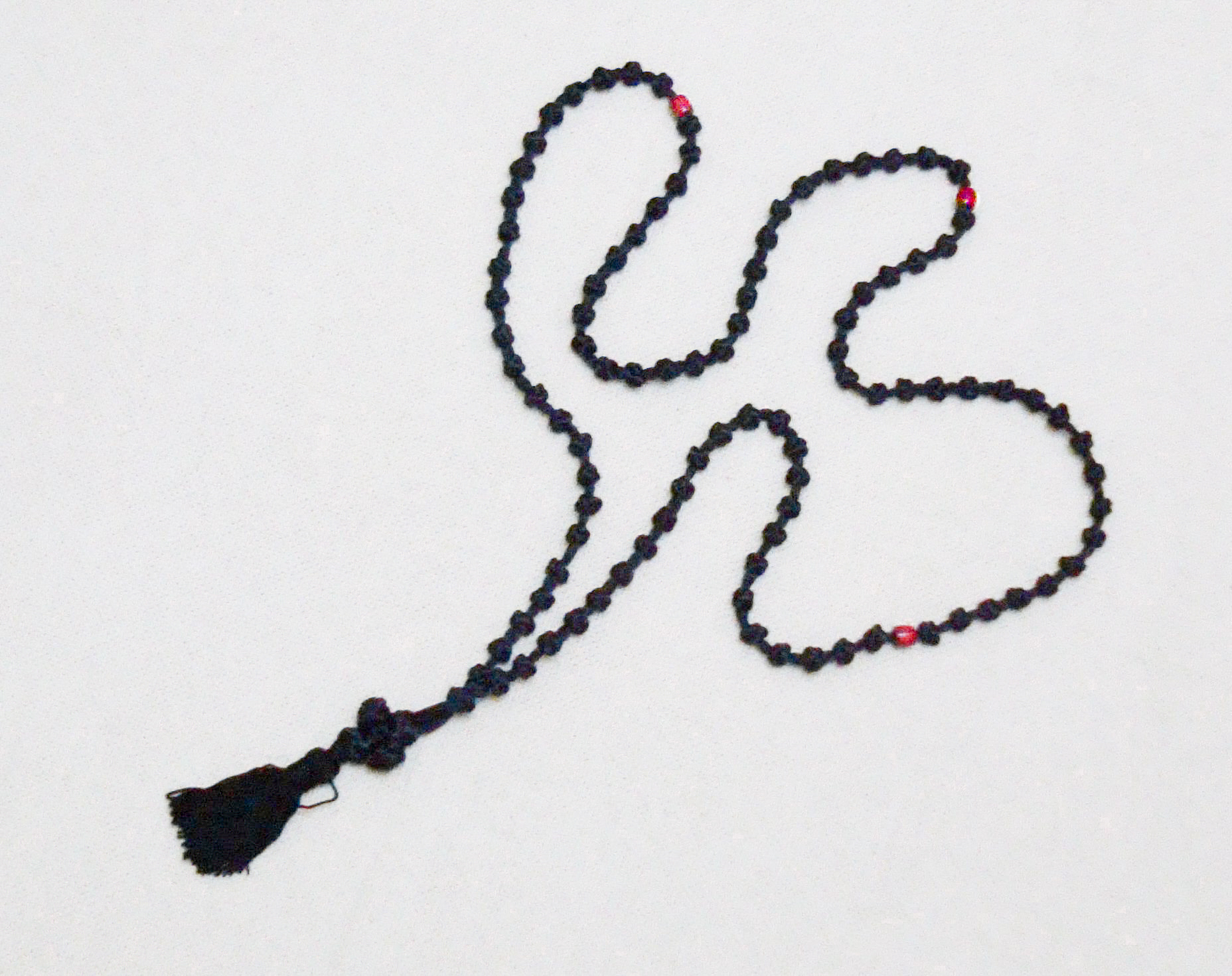
Różaniec prawosławny (cziotki)

Komboskion, cziotki, brojanica, modlitwa serca, modlitwa nieustająca, różaniec prawosławny – używany tradycyjnie przez chrześcijan obrządku wschodniego do odmawiania: 111, 100, 40, 30 lub 33 razy Modlitwy Jezusowej pochodzącej od biblijnego wersetu: Jezusie, Synu Dawida, ulituj się nade mną (Łk 18,38–39). Zwyczajem św. biskupa prawosławnego Teofana Pustelnika należy odmawiać przynajmniej komboskion złożony z 30 paciorków 3 razy dziennie: rano, w dzień i wieczorem.
Od ok. 50 lat Modlitwa Jezusowa ze sposobem jej odmawiania znana jest wśród zachodnich chrześcijan i cały czas zyskuje popularność, a także przyczynia się do ekumenicznego pojednania. Upowszechniła się na Zachodzie gł. dzięki książce „Opowieści pielgrzyma”. Wymieniona jest w najnowszym Katechizmie Kościoła Katolickiego, wydanym za pontyfikatu św. Jana Pawła II.
Formuły Modlitwy Jezusowej odmawiane na komboskionie:
- Panie Jezu Chryste, zmiłuj się nade mną (Mała Modlitwa Jezusowa);
- Panie Jezu Chryste, Synu Boży, zmiłuj się nade mną grzesznikiem (Duża Modlitwa Jezusowa);
- Panie Jezu Chryste, przez modlitwy Matki Bożej i Wszystkich Świętych, zmiłuj się nade mną grzesznikiem (Maryjna Modlitwa Jezusowa)[35].

Lestowka od staroruskiego „lestwica” czyli drabina (Drabina do Nieba), różaniec raskolników – używany przez prawosławnych chrześcijan tradycyjnych, staroobrzędowców do odmawiania 111 razy Modlitwy Jezusowej: Panie Jezu Chryste, Synu Boży, zmiłuj się nade mną grzesznikiem. Składa się z wałeczków (żeberek) na skórzanej tasiemce (pasku) i ma symbolizować „Drabinę raju”. Liczba 111, ma znaczenie symboliczne: 12 apostołów, 38 tygodni, gdy Jezus znajdował się w łonie Matki Boskiej, 2 (1 wałeczek przed 38 wałeczkami i 1 wałeczek po 38 wałeczkach, razem 40 wałeczków, symbolizujących 40 dni Wielkiego Postu Jezusa na pustyni), 33 lata ziemskiego życia Chrystusa, 17 proroctw proroków Starego Testamentu o Chrystusie, 9 chórów Anielskich.

## Sznury modlitewne religii niechrześcijańskich
W innych religiach świata, w tym w buddyzmie i islamie używane są sznury modlitewne przypominające funkcją i kształtem chrześcijański różaniec. 

## Aspekty zdrowotne
Brytyjskie czasopismo medyczne British Medical Journal poinformowało w 2001 roku o wynikach badań przeprowadzonych przez włoski Uniwersytet w Pawii, w których stwierdzono, że modlitwa różańcowa i mantry wzmacniają zmienność rytmu zatokowego oraz baroreceptory.